# Knudshoved Odde
Knudshoved Odde är en halvö på Själland i Danmark.   Den ligger i Region Själland, i den sydöstra delen av landet, 90 km sydväst om Köpenhamn. 
Halvön är cirka 14 km lång. På dess norra sida ligger Avnø Fjord, på dess södra sida ligger Smålandsfarvandet. Den består av två delar; den yttre, mindre, delen heter endast Knudshoved och den inre, större, delen heter Knudshoved Odde.